# NGC 1071
NGC 1071 è una vasta e lontana galassia a spirale barrata situata nella costellazione della Balena, a una distanza di circa 533 milioni di anni luce dalla nostra Via Lattea.

## Scoperta
La galassia è stata scoperta nel 1886 dall'astronomo statunitense Francis Leavenworth.

## Descrizione
NGC 1071 ha una classe di luminosità I. È classificata come galassia attiva di tipo Seyfert 2 (Sy 2).